# Solfara Mandra
La solfara Mandra o miniera Mandra  è stata una miniera di zolfo sita in provincia di Agrigento nei pressi del comune di Aragona.
Essa oggi è inattiva.

## Incidenti
Nel 1879 vi furono 6 morti per asfissia da anidride solforosa .